# ولیکو سلو (بلگراد)
ولیکو سلو (به صربی: Veliko Selo) یک منطقهٔ مسکونی در صربستان است که در Palilula واقع شده‌است. ولیکو سلو ۱۱٫۹۰ کیلومتر مربع مساحت و ۱٬۵۹۴ نفر جمعیت دارد.